# Rasmus Bartholin
Rasmus Bartholin (La tinh hoá: Erasmus Bartholinus) sinh ngày 13.8.1625 tại Roskilde - từ trần ngày 4.11.1698 tại Copenhagen là một thầy thuốc và nhà khoa học người Đan Mạch. 
 

## Cuộc đời và Sự nghiệp
Rasmus là con của Caspar Bartholin, giáo sư Đại học Copenhagen, và là em của Thomas Bartholin. Ông mồ côi cha khi lên 4 tuổi. Năm 1642, ông học ở Đại học Copenhagen, năm 1644 đậu bằng cử nhân, năm 1645 bắt đầu học toán học ở Đại học Leiden, năm 1647 đậu bằng thạc sĩ. Từ 1651, ông tiếp tục học ở Pháp, sau đó sang Ý học ở Đại học Padua và đậu bằng tiến sĩ y khoa năm 1654.
Năm 1657 ông về làm giáo sư ở Đại học Copenhagen. Ban đầu, ông dạy môn Hình học, về sau dạy Y học.
Rasmus Bartholin nổi tiếng về việc phát hiện ra tính lưỡng chiết (cũng gọi là khúc xạ kép) của tia sáng bởi Iceland spar (một loại Canxít trong suốt) vào năm 1669. Ông đã xuất bản một bài mô tả chính xác về hiện tượng này, nhưng vì thời đó kiến thức về bản chất vật lý của ánh sáng còn nghèo nàn nên ông không thể giải thích rõ ràng. Chỉ sau khi Thomas Young đưa ra thuyết sóng ánh sáng (1801) thì hiện tượng lưỡng chiết của tia sáng mới có thể giải thích được.
Rasmus Bartholin cũng là người đầu tiên chứng minh các đặc tính vật lý của trisomy 13, trong Hội chứng Patau, trong Y học.
Rasmus đã được vua Frederick III của Đan Mạch hỗ trợ để xuất bản bộ tập hợp bản thảo quan sát thiên văn của Tycho Brahe.

## Tác phẩm chính
Rasmus Bartholin, Experimenta crystalli islandici disdiaclastici quibus mira & insolita refractio detegitur. Copenhagen 1669. Bản dịch tiếng Anh: Experiments with the double refracting Iceland crystal which led to the discovery of a marvelous and strange refraction, bởi Werner Brandt. Westtown, Pa., 1959.